# Lee Chang-dong
Lee Chang-dong, kor. 이창동 (ur. 4 lipca 1954 w Daegu) – południowokoreański reżyser, scenarzysta i producent filmowy, a wcześniej także powieściopisarz. Chociaż nakręcił jedynie sześć filmów fabularnych, uważany jest za jedną z najważniejszych postaci kina azjatyckiego. 
Autor filmów Zielona ryba (1997), Miętowy cukierek (1999) i Sekretne światło (2007). Laureat Srebrnego Lwa za najlepszą reżyserię na 59. MFF w Wenecji za film Oaza (2002). Zdobył także nagrodę za najlepszy scenariusz na 63. MFF w Cannes za film Poezja (2010) oraz Nagrodę FIPRESCI na 71. MFF w Cannes za Płomienie (2018).
W latach 2003–2004 pełnił funkcję ministra kultury i turystyki Korei Południowej. Zasiadał w jury konkursu głównego na 62. MFF w Cannes (2009).